# ياقوت (فلم 1934)
ياقوت هو فيلم مصري أٌنتج عام 1934. اُعتبر هذا الفيلم من الأفلام المفقودة لفترةٍ ما، إلى أن وجدت منه نسخة في فرنسا.

## قصة الفيلم
يعمل ياقوت أفندي (نجيب الريحاني) محصلاً في دائرة ورثة أبو عوف. يذهب إلى بيت رودي (إيمي بريفان) الفتاة الفرنسية لتحصيل الإيجار فلا يجدها. ولأن الباشكاتب أكدّ له ضرورة التحصيل، فانتظرها، وطال انتظاره حتى نام على باب منزلها إلى أن جاءت رودي في وقت متأخر. يتعرض ياقوت للتوبيخ أمام رودي، وتحاول أن تعوضه بأربعمائة جنيه لكنه يرفض. تُعجب به رودي ثم يحبان بعضهما ويتزوجان.

## روابط خارجية
- مقالات تستعمل روابط فنية بلا صلة مع ويكي بيانات
- ياقوت على موقع الدهليز
- ياقوت على موقع كاروهات